# Cruzada de Barbastro

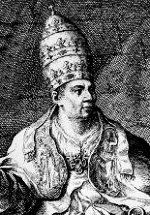
El papa Alejandro II

La cruzada de Barbastro (también conocida como «sitio de Barbastro») fue una expedición internacional, sancionada por el papa Alejandro II, para tomar la ciudad de Barbastro a los musulmanes. Un gran ejército compuesto por elementos de todas partes de Europa Occidental tomó parte en el asedio exitoso de la ciudad (1063). La batalla era parte de la Reconquista, pero en su carácter internacional presagiaba las cruzadas de los dos siglos siguientes.

## Expedición
Alejandro II predicó por primera vez la Reconquista en 1063 como una "emergencia cristiana". Se predicó también en Borgoña, probablemente con el permiso de la participación de Hugo de Cluny, donde el hermano del abad, Thomas de Chalon, dirigió el ejército, y ciertamente, el entusiasmo por la cruzada se extendió a otras partes de Francia.
Por lo tanto, un gran ejército, sobre todo de los franceses y borgoñones, junto con un contingente papal, la mayoría de ítalo-normandos, y locales de los ejércitos barcelonés, urgelés y aragonés, estuvo presente en el sitio cuando se inició en 1063. El líder del contingente papal era un normando con el nombre de Guillermo de Montreuil. El líder de los aragoneses fue Sancho Ramírez, rey de Aragón. El componente más importante, el aquitano, fue dirigido por el duque Guillermo VIII de Aquitania llamado «Guy-Geoffroi». Aunque la composición de este gran ejército ha sido objeto de mucha controversia, se conviene generalmente que en gran medida estaba constituida por fuerzas francas.
El duque de Aquitania llevó al ejército a través del Pirineo por Somport. El ejército barcelonés se congregó en Gerona a principios de 1064. Ambos ejércitos se dirigieron hacia Graus, que había resistido dos asedios anteriores, y atacaron a Barbastro, que entonces formaba parte de la taifa de Lérida, gobernada por al-Muzáffar.
La ciudad, que no recibió refuerzos de Lérida y sufrió carencias de suministro de agua, fue sitiada y cayó rápidamente. Los cruzados la saquearon sin piedad. Se dice que murieron 50 000 musulmanes.

## Legado
Los cruzados se llevaron una gran cantidad de botín. Las fuentes árabes mencionan la captura de un buen número de niñas, mujeres y tesoros sarracenos. A Ermengol III de Urgel se le concedió la tenencia de la ciudad. En 1065, en un contraataque, los musulmanes recuperaron fácilmente la ciudad, masacrando la pequeña guarnición.
Thibaut, el líder de Borgoña, murió, posiblemente de las heridas recibidas en la campaña, durante su regreso a Francia después de la pérdida de la ciudad en 1065. También pereció el tenente Ermengol III de Urgel.
La batalla de Barbastro ha sido vista como un protocruzada que impulsó el movimiento cruzado en Francia.